# Contarinia pimpinellae
Contarinia pimpinellae är en tvåvingeart som beskrevs av Tavares 1902. Contarinia pimpinellae ingår i släktet Contarinia och familjen gallmyggor.
Artens utbredningsområde är Portugal. Inga underarter finns listade i Catalogue of Life.